# Kibela
Kibela ali Cibela (frigijsko Matar Kubileya/Kubeleya -  'Kibelijina mati', morda 'Gorska mati'; lidijsko Kuvava; starogrško Κυβέλη Kybélē, Κυβήβη Kybḗlē, Κύβελις Kýbelis) je bila izvirno anatolska boginja mati; morda je imela izvor v zgodnje-neolitskem naselju Çatalhöyüku (na območju mesta Konye), kjer je najden velik kip boginje predstavljene kako sedi na levjem prestolu. To je edina frigijska boginja, ki jo danes poznamo in je bila uradna boginja te države. Njen frigijski kult so prevzeli in prilagodili grški kolonisti v Mali Aziji in ga razširili po celinski Grčiji in zahodnih grških kolonijah od 6. stoletja pr. n. št. dalje. 
V Stari Grčiji je bila Kibela različno sprejeta. Prevzela je nekatere atribute boginje Zemlje Gaje, njenega minojskega pendánta Ree in boginje setve Demetre. Nekateri polisi, med njimi Atene, so jo imenovali zaščitnica, najpomembnejši grški rituali in obredi povezani s Kibelo jo prikazujejo kot tujo, eksotično in misteriozno boginjo, ki prihaja na vozu, ki ga vlečejo levi, njen prihod pa spremlja glasna glasba, pitje vina in nenavadna, ekstatična množica njenih oboževalcev. Od vseh božanstev v grški religiji, je edino Kibela imela za svečenike evnuhe. Mnogi njeni grški kulti vsebujejo tudi obrede posvečene Atisu, njenem kastriranem božanskem pastirju in spremljevalcu, katerega lik je najbrž predstavljal grško stvaritev.
V Rimu je bila Kibela znana kot Magna Mater ('Velika mati'). Rimska država jo je posvojila in razvila poseben kult, ko so Sibilske knjige priporočale da Kibelo vključijo v ključne verske obrede v času druge punske vojne. Rimski mitografi so iz nje naredili trojansko boginjo in jo tako smatrali kot enega od prednikov božanstev rimskega ljudstva, ki je, glede na mit, izhajal iz Trojanca Eneja. Ko je Rim zavladal Sredozemlju, so romanizirane oblike Kibelinih kultov raširili po vsem Rimskem cesarstvu. Razprave in spori o pomenu in moralnosti njenih kultov in svečeništva so se začeli v antiki in se nadaljujejo še danes. 

## Poreklo in razvoj kulta

### Anatolija
Kibela se je morda razvila iz anatolske boginje matere, ki jo predstavlja kip Boginja na leopardjem prestolu   iz Çatalhöyüka, ki datira v 6. tisočletje pr. n. št. Ta obilna boginja, mati plodnosti izgleda kot da rojeva na svojem prestolu, roke ima položene na dveh naslonih v obliki neke živali iz rodu mačk. V frigijski umetnosti 8. stoletja pr. n. št. so med ostanki, ki jih povezujejo s frigijsko boginjo materjo, tudi levi kot spremljevalci, ptica ujeda in majhna vaza za tekoče žrtvovanje ali druge darove. Napis matar kubileya vrezan v zidu enega frigijskega svetišča, ki datira v prvo polovico 6. stoletja pr. n. št., običajno prevajajo kot »Mati gora«, kar potrjujejo tudi klasični viri, in je konsistentno s Kibelo kot eno od več podobnih boginj zaščitnic, poznanih kot "matere" in povezane z določenimi anatolskimi gorami ali drugimi lokacijami. Je edina znana boginja starodavne Frigije in verjetno predstavljala najvišje uradno božanstvo Frigije. Nanjo je morda vplival kult sumerske kraljice Kubabe. 
V 2. stoletju pr. n. št.. grški pisec Pavzanij piše o obstoju magnezijskem (lidijskem) kultu 'Matere bogov', katere kip je bil vrezana v eni vdolbini na gori Spil. To naj bi bil najstarejši prikaz te boginje in so ga pripisovali legendarnem Broteju (Tantalov sin). Ogromni ostanki takega kipa na gori Spil, sicer erodiran, se skladajo s kasnejšo predstavo Kibele v sedečem položaju z rokami, ki počivata na figurah levov ob njenih bokih. V Pesinuntu v Frigiji, je boginja mati, ki so jo Grki smatrali za Kibelo, imela obliko neoblikovanega kamna iz črnega meteoritskega železa in bila morda povezana ali identična s Agdistis, gorskim božanstvom Pesinunta. Ta kamen je bil leta 204 prenesen v Rim. 
Nobenega sodobnega teksta ali mita ni, ki bi pričal o izvornem značaju Kibelinega frigijskega kulta. Predstave in ikonografija v kontekstu pogrebnih ritualov ter vseprisotnost njenega frigijskega imena Matar ('mati') kaže, da je delovala kot posrednik med »mejo znanega in neznanega«: civiliziranega in divjega, sveta živih in sveta mrtvih. Njena povezanost z jastrebi, levi in gorami anatolske divjine jo dela mater zemlje, ki ima moč upravljati z zemljo in kontrolirati njene pretnje usmerjene na urejeno življenje. Prebivalci so jo zato vzeli za svojo boginjo zaščitnico. V Frigiji je ta zveza zelo verjetna, morda je bila prisotna tudi v severni Anatoliji, kjer je bil Kibelin kult v Lidiji povezan s pol legendarnim kraljem Midasom, ki bi lahko bil pokrovitelj njenega kulta. Da se je prikazala njena vloga zaščitnice mest ali mestnih državic, so jo včasih prikazovali s krono (corona muralis) na glavi, ki je predstavljala mestno obzidje.

### Grčija
Od začetka 6. st. pr. n. št. se je kult anatolske boginje matere razširil iz Frigije na grške kolonije zahodne Male Azije, obalno Grčijo, egejske otoke in  Magno Graecijo. Grki so jo imenovali Mātēr ali Mētēr ('mati'), od začetka 5. stoletja pr. n. št. pa Kybélē; Pindar jo v enem fragmentu imenuje »Gospodarica mati Kibela«. Walter Burkert jo ima za eno od »tujih božanstev« v grški religiji, likom, ki kombinira minojsko-mikenskuo tradicijo s frigijskim kultom uvoženim neposredno iz Male Azije. V Grčiji in Frigiji je bila "Gospodarica živali" (Potnia Therōn), katere oblast nad naravo izražajo levi, ki jo obkrožajo, sedijo v njenem naročju ali vlečejo njen voz. Poistovetili so jo z Reo, minojsko-grškom boginjo Zemlje, »mater bogov«. Kot primer posvečenega materinstva je delno poistovetena z atributi Demetre, boginje poljedelstva. 
Kot običajno, je tudi širjenje Kibelinega kulta spremljal odpor. Po Herodotu, ko se je Anaharsid vrnil v Skitijo s poti po Grčiji v 6. stoletju pr. n. št., ga je njegov brat, skitski kralj, dal odstraniti ker se je priključil Kibelinemu kultu. Po atenski tradiciji je bil tamkajšnji metroon (tempelj) zgrajen okoli 500. pr. n. št., da bi pomirili Kibelo po tem, ko je ta boginja nad Atene poslala kugo, ker je bil en od njenih potujočih svečenikov ubit zato ker je poskušal zasnovati njen kult. Najstarejši izvor za to zgodbo je v Himni materi bogov, ki naj bi jo napisal rimski cesar Julijan leta 362. Finansiranje njenih kultov je bilo iz privatnih virov, njen značaj in povezanost z elementi divjine pa so jo razdvajali od olimpskih bogov.
Najstarejši grški prikazi Kibele so miniaturne votivne kopije njenih monumentalnih kamnitih kipov iz frigijskih gora. Predstavljena je sama v naiskosu, majhni kapelici, ki predstavlja njen tempelj, na glavi nosi polos, visoko kapo cilindrične oblike. Dolg hiton ji prekriva ramena in hrbet. Včasih jo spremljajo levi. V 5. st. pr. n. št. je Agorakrit ustvaril heleniziran kip Kibele, ki je bil postavljen na atenski agori. Tu je boginja prikazana sedeča, spremlja jo lev, ob njej je timpanum, vrsta bobna, ki je bil grška inovacija v njenem kultu in bil prisoten tudi kasneje. 
Za Grke je bil timpanum oznaka tujih kultov, primeren za obrede vezane za Kibelo, Reo in Dioniza. Povezava med Kibelo in Dionizom v grški mitologiji ni starejša od 1. stoletja pr. n. št.: v psevdo-Apolodorovi Biblioteki piše, da je Kibela ozdravila Dioniza od besnila. Njuna kulta sta imeli nekaj skupnih značilnosti: tuje božanstvo, ki pride na vozu, ki ga vlečejo velike ekzotične mačke (Dioniza tigri, Kibelo levi), spremlja pa ju bučna glasba in množica tujcev in ljudi iz nižjih družbenih slojev. Že ob koncu 1. st. pr. n. št.. so bili v Atenah in drugih državicah rituali vezani za ti dve božanstvi včasih kombinirani; Strabon piše, da so se popularni rituali Ree-Kibele v Atenah včasih izvajali skupaj z Dionizovo povorko.
Za razliko od njene javne vloge kot zaščitnice mest, se je Kibela znašla v središlu misterijskega kulta, privatnih obredov s htonskimi elementi, povezanimi z grškim kultom herojev in so primarni samo tisti, ki so opravili iniciacijo (bili posvečeni). Na reliefih je prikazana v spremstvu deklet in mladeničev z baklami in posodami za obredno očiščenje. Književni viri opisujejo radostno prepuščanje glasni glasbi tolkal ― timpanuma, kastanjet, činel in flavt.
Zaradi poistovetenja nekaterih Kibelinih vidikov z Reinimi, so Kibelo povezovali z raznimi polbogovi, ki so bili v Reinem spremstvu ali so delovali kot zaščitniki njenega sina Zevsa, ko je ta kot otrok ležal v jami kjer se je rodil. Med polbogovi so bili Koribanti z orožjem, ki so plesali okoli Zevsa in udarjali ob ščite, potem njihovi frigijski pandani, mladi Kurbanti, ki so izvajali podobno glasno glasbo, ples in pesem in končno Daktili in Telhini, magi povezani z obdelavo kovin. 

### Kibela in Atis
V glavnih mitih Kibelo povezujejo z Atisom, ki ga antični grški in rimski viri opisujejo kot njenega mladega spremljevalca in kot frigijsko božanstvo. Atis je bilo v Frigiji pogosto ime, ki so ga nosili tudi svečeniki in je na napisih spomenikov pa tudi temljev, ki so jih postavljali posamezniki. Zato so ga, na osnovi vedenja o frigijskem kultu, morda imeli za božanstvo najprej grški pisci. Atis je bil zagotovo prvič prikazan kot božanstvo na neki steli iz 4. stoletja pr. n. št., ki so jo našli v Pireju, na kateri je prikazan kot heleniziran stereotip grobega vzhodnjaškega barbara, ki sproščeno sedi, na glavi ima frigijsko kapo, v rokii drži pastirsko palico, ki je njegova značilnost v kasnejšem grškem in rimskem kultu. Pred Atisom stoji neka frigijska boginja (napis jo označuje kot Agdistis), ki v levi roki drži timpanum, z desno pa mu ponuja posodo: moržda ga sprejema v svoj kult. Kasneje je Atis prikazan kot pastir v sproščenem položaju, s trstenkami, ki jih drži ali nanje igra. V Demostenovem govoru Na kroni (330. pr. n. št.), je attes »ritualni klic, ki ga izgovarajajo sledilci misterijskih obredov«.
Zdi se, da je bil Atis prisoten v Kibelinem kultu ko se je širil po Magni Grecii; obstajajo dokazi o obstoju njunega skupnega kulta v grških kolonijah v Masaliji (v Galiji) in Locriju (v južni Italiji) v 7. in 6. stoletju pr. n. št.. Po osvajanjih Aleksandra Velikega se sledilci te boginje vse pogosteje pojavljajo v grški književnosti in življenju. Kadar je bil Atis prikazan skupaj s Kibelo, je vedno mlajše in manjše božanstvo ali njen svečenik spremljevalec; razlika je relativna, a ne bistvena, saj so svečenike imeli za svete. Sredi 2. stoletja pr. n. št.. v pismih, ki jih je pergamonski kralj poslal v Kibelino svetišče v Pesinuntu, je svečenik imenovan Atis.

## Rim

### Obdobje republike
Rimljani so Kibelo imenovali "Velika mati" (Magna mater) ali "Velika idejska mati bogov" (Magna Mater deorum Idaea), kar je enako grškemu imenu Meter Theon Idaia ("Mati bogov z gore Ide). Njen kult je bil v Rimu uradno ustanovljen v času druge punske vojne (218.–201. pr. n. št.), potem ko je nekaj nesreč skazilo njihov skorajšnji poraz v vojni, med njimi meteorski dež, propadla žetev in lakota. Rimski senat in petnajstčlanska svečeniška bratovščina so vprašali Sibilinske knjige in po njihovem nalogu odločili, da bo Kartagina poražena, če Rim uvede 'Veliko mater' (Magna mater) iz Pesinunta v Frigiji. Ker je bil ta boginjin fetiš na območju Pergamonskega kraljestva, ki je bilo v zvezi z Rimom, je rimski senat poslal svoje poslance k pergamonskemu kralju s prošnjo za prenos fetiša; na poti so se poslanci posvetovali z grškim preročiščem v Delfih, ki je potrdilo, da mora biti boginja prenesena v Rim. V Rim je tako prišla v obliki črnega meteorskega kamna. Legenda je povezana s Klavdijo Kvinto, ki je bila obtožena blaznosti, a je dokazala svojo nedolžnost s čudežnim podvigom v ime boginje. Publij Kornelij Scipion Nasika, menda "najboljši človek" v Rimu, je bil izbran da pričaka boginjo v Ostiji; najlepše rimske matrone so pospremile boginjo do templja Viktorije (zmaga), kjer je počakala na izgradnjo svojega templja na Palatinu. Kamen iz Pesinunta je bil kasneje uporabljen za prikaz obraza na kipu boginje. Lakota se je končala in Hanibal je bi premagan.
Strokovnjaki se danes strinjajo da so Kibelin spremljevalec (Atis) in njeni frigijski svečeniki evnuhi (Galci) zagotovo prišli v Rim z boginjo, skupaj z nekimi divjimi, ekstatičnimi značilnostmi njenega frigijskega in grškega kulta. Zgodbe o njenem prihodu govorijo o pobožnosti, čistosti in položaju Rimljanov, ki so bili vključeni v prihod boginje, o uspehu, ki ga je ta religijska strategija dosegla, kot tudi o moči same boginje; v teh zgodbah ni njenih spremljevalcev ali svečenikov in zdi se, da je bila od vsega začetka romanizirana. Rimljani so verjeli da je bila Kibela boginja mati starodavne Troje in je bil "povratek" Matere bogov med narod, ki je v davnini moral bežati iz Troje, dočakan z velikim odobravanjem. Boginja j bila na Palatinu, kjer so delovali tudi njeni svečeniki, v geografskem središču najstarejših religijskih tradicij Rima. 

### Cesarsko obdobje
Avgustova propaganda je postavila kult Velike matere v funkcijo učvrstitve cesarske oblasti in širjenja verske avtoritete Rima širom cesarstva. Avgust je trdil da izhaja od Trojancev, ker ga je posinovil Julij Cezar in zato užival božansko naklonjenost boginje Venere; v ikonografiji cesarskega kulta je Avgustova žena Livija predstavljala tu zemeljski pandan Velike matere, kot zaščitnice Rima in simbolična "Velika mati"; boginjo so prikazovali z Livijinim obrazom na kamejah. Na oklepu ki ga nosi Avgust na kipu iz Prime Porte je timpanum Velike matere ob nogah boginje Telus. Do tedaj je Rim osvojil Grčijo in Frigijo in tam uvedel verzijo Kibele kot zaščitnice cesarskega Rima.
Velika mati je ščitila mesta in poljedelstvo širom cesarstva ― Ovid pravi, »da je bila zemlja jalova pred prihodom Matere«. V Vergilijevi Eneidi (napisana med 29 in 19 pr. n. št.) so izpostavljene njene »trojanske« značilnosti, kje jo imenujejo »Berekintijska Kibela«, mati samega Jupitra in zaščitnica Eneja, ko je bežal iz porušene Troje.
Zgodbe o prihodu Velike matere so izkoriščali za dvig ljudi, ki so ta prihod organizirali. Vlogo Klaudije Kvinte kot »najlepše žene« v Rimu (castissima femina) so prikazovali v obleki Vestalke, in je morda imela tudi svoj kult. Avgustova propaganda jo je predstavljala kot ideal ženske lepote v Rimu. Cesar Klavdij je trdil, da je bila Klaudija Kvinta med njegovimi predniki. Klavdij je uvedel Atisa v rimski panteon in njegov kult v pristojnost petnajstčlanskega svečeniškega kolegija (quindecimviri sacris faciundis).

### Festivali in kulti

#### Megalezija v aprilu
Megalesia, Megalensia ali Megalenses Ludi, je bil festival, ki se je od 4. do 10. aprila praznoval v starodavnem Rimu, v čast Kibele, ki je bila Rimljanom znana kot Magna Mater (Velika mati). Ime festivala izhaja iz grške Megale (μεγάλη), kar pomeni 'veliko'. Ludi so bile igre ali zabava, povezana z verskimi festivali.
Bogati Rimljani so se vabili na formalne večerje, razkošno življenje v času festivala je doseglo visoko raven, zato je senat leta 161. pr. n. št. določil zgornji limit za stroške na Megalezijah, ki jih posameznik ni smel prekoračiti. Natančna struktura festivala ni znana, a je zagotovo vsebovala scenske igre ludi scaenici. Ve se da so prikazane tudi nekatere od Plautovih in Terencijevih komedij. Po festivalu, 10. aprila, so kip boginje nosili v javni procesiji v Circus Maximus, kjer je bila organizirana dirka dvokoles.

### Sveti teden v marcu
V času principata je bil v mesecu marcu uveden daljši festival imenovan »sveti teden«, v čast Kibele in Atisa. Festival se je odvijad od marčevskih id (15. marec) do skoraj konca meseca. Meščanom in svobodnjakom je bila dovoljena omejena udeležba v obredih povezanih z Atisom, in to glede na članstvo v dveh svečeniških kolegijih, ki sta imela posebni zadolžitvi: eni so bili "Kanofori" (Cannophores = nosači trstike), drugi "Dendrofori" (Dendrophores = nosači dreves). Po zapisih antičnih piscev je festival obsegal: 
- 15. marec: Canna intrat (prihod trstike) – Atisovo rojstvo in polaganje v trstičje ob frigijski reki Sangarij, kjer so ga našli ali pastirji ali Kibela (odvisno od mita);
- 22. marec: Arbor intrat (prihod dreves) – Atisova smrt pod borom. Dendrofori (dendrophores) so odsekali drevo, nanj pritrdili Atisa in ga prinesli do templja. Sledilo je tridnevna žalovanje;

- 23. marec: v času tubilustrija (tubilustriuma), praznika posvečenega Marsu, so Atisovo drevo polložili v tempelj Velike matere;
- 24. marec: Sanguem ali Dies sanguinis (dan krvi), žalovanje, ko so se posvečenci bičali in s krvjo poškropili žrtvenike in Atisov kip; nekateri so se tudi kastrirali. Sledila je "sveta noč", ko so Atisa položili v sveti grob.
- 25. marec (spomladanski ekvinocij v rimskem kalendarju): Hilarije (radost), ponovno rojstvo Atisa. Nekateri zgodnjekrščanski pisci povezujejo ta dan z Jezusovim rojstvom. Damaskij je »osvoboditev iz Hada« povezoval s Hilarijami.
- 26. marec: Requietio (počitek).
- 27. marec: Lavatio (pranje), o katerem piše Ovid in je novost uvedena pod Oktavijanom Avgustom. Tedaj iz templja na Palatinu prinesejo Kibelin kamen in ga v povorki nosijo skozi Kapenska vrata po Apijski cesti do potoka Almona, pritoka Tibere. Tu je svečenik kamen očistil, »na frigijski način«. Ta ceremonija je bila podobna prihodu boginje u Rim.
- 28. marec: Initium Caiani, ki ga včasih razlagajo kot posvečenje v misterije Velike matere in Atisa v Gajanumu blizu Frigijanuma, svetišča Velike matere na Vatikanskem bregu.

## Templji
Tempelj Velike matere je stal visoko na pobočju Palatina, s pogledom na dolino in Circus Maximus, nasproti na pobočju Aventina je stal tempelj Cerere. Dostop je bil po dolgih stopnicah, ki so se začele od ploščadi ali proscenija, kjer so se izvajale festivalske igre in gledališke predstave v čast boginje. Na vrhu stopnic je stal kip boginje na prestolu, z vencem v obliki stolpa na glavi in z levi ob bokih. Žrtvenik je bil na dnu stopnic, v kotu proscenija. Prvi tempelj je bil poškodovan v požaru leta 111 pr. n. št., potem pa obnovljen ali ponovno zgrajen. V začetku cesarskega obdobja je bil obnovljen po nalogu cesarja Avgusta; ponovno je pogorel, in Avgust je zgradil še razkošnejšega; njegov pediment prikazuje Ara Pietatis (žrtvenik pobožnosti). Boginja je obkrožena z dvema figurama Atisa, ki se naslanjata na timpanuma; tu sta tudi dva leva ki jesta iz sklede, kot da ju je ukrotila boginja. Ta scena predstavlja selisternij (sellisternium), tj. oblika zabave, ki so jo prirejali za boginje v skladu z grško prakso (ritus Graecus) v Rimu.
Najkasneje od leta 139. je v rimskem pristanišču v Ostiji, obstajal tempelj Veliki materi in Atisu, kjer so izvajali lokalni Arhigal in kolegij dendroforov (dendrophores = ritualni nosači drevesa). V času priprav za izgradnju temeljev bazilike sv. Petra na Vatikanskem griču so odkrili tempelj, znan kot Phrygianum, v njem pa okoli 24 posvetil Veliki materi in Atisu. Mnoga od njih so izgubljena, večina ohranjenih pa je bila posvečena visokim Rimljanov po tem, ko je tarobolium žrtvovan Magna Mater. Noben od njih ni bil svečenik Velike matere ali Atisa, nekateri so bili svečenici drugih kultov.
Blizu Setifa (u Mavretaniji) so »dendofori« in verniki (religiosi) obnovili tempelj Kibele in Atisa po katastrofalnem požaru leta 288. Med raskošno novo opremo je bil srebrn kip Kibele na kočiji s streho z resicami v obliki štoržev. Kibela je izzivala jezo med kristjani širom cesarstva; ko se je sveti Teodor Tiron dobil možnost, da se odpove svojemu prepričanju, je zažgal Kibelin tempelj.